# Lugansk
Lugansk, scris uneori și Luhansk (în ucraineană Луга́нськ, rusă Луганск, denumit Voroșilovgrad în perioada Uniunii Sovietice), este un oraș din sud-estul Ucrainei, fiind centrul administrativ al Regiunii Lugansk. La 1 ianuarie 2013, orașul ucrainean număra o populație de aproximativ 425.848 oameni.

## Istorie
Istoria orașului începe cu anul 1795, când industriașul britanic Charles Gascoigne a fondat o fabrică de metal pe teritoriul orașului. Astel a fost pusă temelia unei industrii care și-n zilele noastre se află într-o continuă dezvoltare. Lugansk a primit statutul de oraș în 1882. Fiind localizat în Bazinul Donețk, el s-a dezvoltat într-un important centru industrial din Europa de Est, în particular compania de contricție a locomotivelor - Luhanskteplovoz.
La 5 noiembrie 1935 orașul a fost redenumit în Voroșilovgrad (rusă Ворошиловград/ucraineană Ворошиловград), în cinstea unui comandantului militar și politician sovietic - Kliment Voroșilov. (la 5 martie 1958, prin chemarea lui Hrușiov de a nu da orașelor nume de oameni, a fost instaurată vechea denumire. La 5 ianuarie 1970, după ce Voroșilov a decedat, denumirea orașului iarăși s-a schimbat în Voroșilovgrad. Într-un final, la 4 mai 1990, conform unui decret a Sovietului Suprem a RSS Ucrainene, orașului i s-a reîntors denumirea originală). Între 14 iulie 1942 și 14 februarie 1943 el s-a aflat sub ocupația Germaniei Naziste.

## Demografie
Componența lingvistică a orașului Lugansk
     Rusă (85,33%)
     Ucraineană (13,72%)
     Alte limbi (0,12%)
Conform recensământului ucrainean din 2001, majoritatea populației orașului Lugansk era vorbitoare de rusă (85,33%), existând în minoritate și vorbitori de ucraineană (13,72%).

## Personalități născute aici
- Aleksandr Ptușko (1900 - 1973), regizor;
- Serhii Bubka (n. 1963), atlet săritura cu prăjina;
- Iurii Holîk (n. 1977), antreprenor;
- Andrii Serdinov (n. 1982), înotător;
- Viaceslav Hlazkov (n. 1984), pugilist;